# Valentin de Strasbourg
Pour les articles homonymes, voir Valentin, Saint Valentin et Saint-Valentin.
 (septembre 2012).
Si vous disposez d'ouvrages ou d'articles de référence ou si vous connaissez des sites web de qualité traitant du thème abordé ici, merci de compléter l'article en donnant les références utiles à sa vérifiabilité et en les liant à la section « Notes et références ».
 (janvier 2013).
- Si vous ne connaissez pas le sujet, laissez ce bandeau (vous pouvez alors contacter les auteurs).
- Si vous supprimez le contenu mis en cause (vous pouvez préalablement contacter les auteurs),

argumentez précisément cette suppression dans la page de discussion
(un manque de référence n'est pas un argument ; une recherche réelle de référence doit avoir été effectuée, être formellement documentée).
Valentin de Strasbourg (en latin : Valentinus) est considéré comme le quatrième évêque de Strasbourg au  Ve siècle. 

## Biographie
L'église de l'ancienne cité des Tribocii a prospéré sous les houlettes des premiers évêques Amand(us), Justin(us) et Maximin(us).
Valentin et son successeur Solarius, probablement apparenté, inaugurent les premiers prélats sortis des rangs de l'aristocratie gallo-romaine. Contrairement à leurs prédécesseurs authentiques membres chrétiens, seniors élus par l'église en véritable assemblée, les dignitaires de l'aristocratie locale joue un rôle de protecteurs appelés par les périodes troublées. Ils sont aussi choisis plus jeunes et appelés à s'entourer d'un clergé plus imposant, pour suppléer aux choix et difficultés d'adaptation chrétienne dans un monde sans imperium. 
Garant efficace de la cité antique et du culte intra-muros et de ses faubourgs proches, l'évêque rassemble bientôt plus la richesse et la force mercenaire, l'apparat rituel que la dignité et la simplicité spirituelles.  

## Tradition
Valentinus est un évêque vigoureux, longtemps en bonne santé, selon la tradition orale vosgienne. 
Sanctifié après sa mort par son église, il est invoqué au Moyen Âge pour guérir les maladies des hommes et surtout du bétail en Alsace et dans les Vosges. Il faut attendre le XIe siècle et la généralisation des sanctuaires antonistes, pour que saint Antoine le surpasse dans les maladies de peaux et bien sûr le XIIIe siècle pour que la diffusion des saints auxiliaires l'éclipse et le relègue à un rôle mineur. 
Le bétail de la plaine alsacienne participait ou se faisait représenter à un important pèlerinage paysan à la chapelle de la forteresse de Guirbaden, encore en 1856. L'ancienne chapelle saint Valentin, construction initialement romane attestée en 1197, en était le but.
Il est probable que le populaire Valentinus ou Valentin ait été en partie confondu en Austrasie mérovingienne dès le VIe siècle avec des personnages comme Valentin, archevêque de Trèves, et Valentin de Rhétie, moine prédicateur du Tyrol et de Rhétie itinérant puis abbé et évêque. Le premier a évidemment été imposé par le clergé embryonnaire et les prédicateurs autorisés de l'ouest des Vosges, dans ce qui deviendra la lotharingie carolingienne, le second semble l'avoir été par les moines gyrovagues qui sont qualifiés plus tard péjorativement d'irlandais (hiberniensis) lorsqu'ils obtiennent un rôle clef dans la vie religieuse des bans mérovingiens néoformés.